# 福克斯利作戰
福克斯利作戰（英語：Operation Foxley）是英國特種作戰部門於1944年策劃，以希特勒為目標的暗殺計畫。儘管前置作業均已完成，計畫卻始終未被執行。二戰史家推估原定日期應在1944年7月13至14日，利用希特勒造訪贝格霍夫時發動。

## 初步策畫
杰弗里·豪斯霍尔德在1939年出版之小說《暴戾人》（Rogue Male）描述了一名英國人試圖挑戰權威，潛入林中瞄準不具名的大獨裁者（明顯影射希特勒），最終被隨扈抓住後又逃出的情節。1941年由弗里茨·朗所執導的恐怖片獵魔（Man Hunt）則部分改編自《暴戾人》。福克斯利作戰可能為這兩部作品啟發，最終採納狙擊作戰。
另一提案為炸掉希特勒乘坐的列車，特戰部在此有豐富的經驗。但希特勒的行蹤是出了名的不規律且難以預測，車站人員往往在數分鐘前才得知其到來，因此炸火車並不可行。
又有甚者提出在列車供應的飲用水中下毒。但這需要安插內應，過於複雜而遭到放棄。

## 狙擊計畫
1944年夏季，一名贝格霍夫的哨兵在諾曼第被盟軍俘虜，他透露了希特勒的作息習慣：在早上十點左右做晨間散步，通常為時二十分鐘；另外，希特勒喜歡在此時獨自散步，讓自己能更親近森林，但也使他脫離了崗哨與隨扈的戒護。哨兵最後還補充了一個極有用的資訊，當元首滯留贝格霍夫時會升起一面納粹黨旗，在鄰近小鎮的一家咖啡館可以看到。
基於上述情報，作戰計劃決定趁希特勒晨間散步，毫無護衛走向茶室時動手。英軍計畫空投一個兩人暗殺小隊至鄰近的村莊，一個是德裔波蘭人，另一個則為英國狙擊手。兩人須偽裝成德軍山地部隊，提前潛入贝格霍夫內選定的良好狙擊點待命，狙擊點距離步道不到三百公尺。
暗殺計劃同時掀起了反對聲浪，尤以特戰部德國事務處的副處長，隆納·索恩利中校（Lt Col.Ronald Thornley）為代表。然而其上級坦普雷爵士與邱吉爾皆熱心地支持此方案，計劃在1944年11月正式通過。
福克斯利作戰獲得批准後，招募的狙擊手緊接著展開訓練。訓練時使用特別改造的Kar98k步槍（德軍標準步槍），以完全模擬暗殺裝備。當地接應也順利接上線，由海登泰勒（Heidentaler），一名德軍俘虜的叔叔擔任。他是強烈的反納粹人士，住在離贝格霍夫二十公里遠的薩爾斯堡。
作戰終究遭到無限期擱置，其中最大的理由在於除掉希特勒是否是個好主意。1942年後，希特勒不切實際的作戰指揮使戰況逐漸逆轉，而同盟軍有理由相信，無論是誰取代他，這場戰爭將更難收拾。另外，索恩利中校也指出德軍敗象畢露，此時殺掉希特勒只會將其烈士化，製造更強烈的敵對心理；暗殺失敗更糟糕，極可能大大提升希特勒的威望。無論如何，這兩種走向均無法徹底消滅納粹，反而可能達到反效果。決策當局在正反激辯間猶豫不決，終於失去了執行機會。1944年7月14日，希特勒離開贝格霍夫，永遠踏出了他的私密山莊。

## 紀錄片
英國廣播公司針對這個二戰插曲製作了一部紀錄片，名為「刺殺希特勒」（Killing Hitler，傑瑞米·洛維林編導）。內容包含了史實重現、再探現場、相關人士的訪談以及當代分析。分析家在片中指出，假如作戰真的執行並且成功，二戰可能直接在1944年落幕。倘若如此，德國部分城市將得以避開1945年盟軍大轟炸，東線停火，集中營解散，加總起來或許能夠挽救一千萬人的性命。然而，分析家們也承認作戰計劃很有可能失敗，尤其在小隊潛入贝格霍夫時；不過事後回顧，福克斯利作戰依然是值得一試的選擇。
德國紀錄片「希特勒的贝格霍夫宅」剪進了獵魔的一部分畫面，同時也放進一段煙幕實驗的影像。戰爭晚期，第一阿道夫·希特勒警衛旗隊調至前線，由德國女青年聯盟的成員替代，影像中的煙幕即由她們所操作。